# 프로젝트 님
《프로젝트 님》(영어: Project Nim)은 2011년 선댄스 영화제에서 개봉한 다큐멘터리 영화이다.

## 한국판 성우진(KBS)
- 손정아 - 스테파니 라파지(본인)
- 오수경 - 로라 앤 페티토(본인)
- 홍진욱 - 허버트 테라스 교수(본인)
- 이미연 - 제니 리(본인)
- 박영재 - 빌 타이넌(본인)
- 이병용 - 밥 잉거솔(본인)